# Мобільна операційна система
Мобільна операційна система (англ. mobile operation system, MOS) — це операційна система для мобільних телефонів, планшетів, розумних годинників чи інших мобільних пристроїв. Хоча комп'ютери, такі як ноутбуки, є «мобільними», операційні системи, що використовуються на них, зазвичай не вважаються мобільними, оскільки спочатку вони були розроблені для настільних комп'ютерів, які історично не потребують функцій мобільного зв'язку. Ця відмінність стирається в деяких нових операційних системах, які є гібридами, створеними для обох цілей.
Мобільні операційні системи поєднують в собі функції операційної системи персонального комп'ютера з функціями, корисними для мобільного використання. До першого кварталу 2018 року було продано понад 383 мільйони смартфонів, 86,2 % під управлінням Android і 12,9 % під управлінням iOS. Android популярніша за настільну операційну систему Microsoft Windows.

## Сучасні мобільні операційні системи

### Android
Android (на основі модифікованого ядра Linux) — це мобільна операційна система, розроблена компанією Google. Хоча операційна система Android є безкоштовним програмним забезпеченням з відкритим кодом, більшість програмного забезпечення, що поставляється разом із ним (включаючи програми Google та програмне забезпечення, встановлене постачальником), є власним програмним забезпеченням.
Випуски Android до 2.0 (1.0, 1.5, 1.6) використовувалися виключно на мобільних телефонах. Випуски Android 2.x в основному використовувалися для мобільних телефонів, але також і для деяких планшетів, Android 3.0 був орієнтованим на планшети і офіційно не працює на мобільних телефонах, тоді як сумісність телефону та планшета була об'єднана з Android 4.0. Поточна версія Android — Android 12, випущена 4 жовтня 2021 року.

#### Android One
Android One — це програмне забезпечення, яке працює на незміненій операційній системі Android, а саме, на пристроях Pixel або раніше на Google Nexus. На відміну від більшості «стокових» Android, що випускаються на ринку, інтерфейс Android One дуже нагадує інтерфейс Pixel, оскільки Android One — це програмне забезпечення, розроблене Google і розповсюджене серед партнерів, які підписалися на програму, таких як Nokia Mobile (HMD) і Xiaomi. Таким чином, загальний інтерфейс має бути максимально чистим. ОЕМ-партнери можуть налаштовувати або додавати до прошивки додаткові програми, такі як камера.

#### BlackBerry Secure
BlackBerry Secure — це операційна система, розроблена компанією BlackBerry на основі проекту Android з відкритим кодом (AOSP). Офіційно оголосили назву свого сенсорного інтерфейсу на базі Android у серпні 2017 року. До оголошення BlackBerry Secure працювала на пристроях бренду BlackBerry, таких як BlackBerry Priv, DTEK 50/60 і BlackBerry KeyOne. Наразі BlackBerry планує ліцензувати BlackBerry Secure іншим OEM-виробникам.

#### ColorOS
ColorOS — це користувацький інтерфейс, заснований на Android Open Source Project (AOSP) і розроблений компанією OPPO Electronics Corp. З 2016 року OPPO офіційно випускає ColorOS на кожному пристрої OPPO та Realme.

#### EMUI
Huawei EMUI — це користувацький інтерфейс, розроблений компанією Huawei та її суббрендом Honor, який базується на проекті Google з відкритим вихідним кодом Android (AOSP). EMUI попередньо встановлено на більшості пристроїв Huawei та Honor. Хоча він базувався на операційній системі Android з відкритим вихідним кодом, він складається з закритого коду та власного програмного забезпечення.

#### Fire OS
Amazon Fire OS — це мобільна операційна система на базі Android, розроблена компанією Amazon для своїх планшетів Fire, Echo і Echo Dot та інших пристроїв, таких як Fire TV.

#### Flyme OS
Flyme OS — це операційна система, розроблена компанією Meizu. Flyme OS в основному встановлюється на смартфонах Meizu; однак він також має офіційну підтримку ROM для кількох пристроїв Android.

#### HTC Sense
HTC Sense — це програмне забезпечення, розроблене компанією HTC на базі Android, яке використовується переважно на пристроях компанії. Будучи наступником програмного забезпечення HTC TouchFLO 3D для Windows Mobile, HTC Sense змінює багато аспектів користувацької роботи Android, включаючи додаткові функції (наприклад, змінений домашній екран та клавіатуру), віджети, програми, розроблені HTC, та оновлені програми. Перший пристрій з HTC Sense, HTC Hero, був випущений у 2009 році.

#### LineageOS
LineageOS — це спеціальна мобільна операційна система, заснована на Android Open Source Project (AOSP). Він є наступником CyanogenMod, від якого він був виділений у грудні 2016 року, коли Cyanogen оголосила, що припиняє розробку та закриває інфраструктуру проекту. Подібно до CyanogenMod, він не містить жодних власних програм, якщо користувач їх не встановить. Це дозволяє користувачам Android, які більше не можуть отримати підтримку оновлення від свого виробника, продовжувати оновлювати свою версію ОС до останньої на основі офіційного випуску від Google AOSP.

#### MIUI
Інтерфейс користувача MIUI, розроблений китайською електронною компанією Xiaomi Inc., — це мобільна операційна система на базі Android Open Source Project (AOSP). MIUI в основному використовується в смартфонах Xiaomi; однак він також має офіційну підтримку ROM для кількох пристроїв Android. Хоча MIUI базується на відкритому коді AOSP, він складається з власного закритого програмного забезпечення та власного програмного забезпечення.

#### One UI
One UI (раніше називався TouchWiz і Samsung Experience) — це інтерфейс, розроблений Samsung Electronics у 2008 році разом із партнерами. Samsung Experience використовується всередині компанії Samsung для смартфонів, функціональних телефонів і планшетних комп'ютерів, і не доступний для ліцензування сторонніми сторонами. Версія Samsung Experience для Android також поставляється з попередньо завантаженими програмами Samsung. З виходом Samsung Galaxy S8 і S8+ на ньому було попередньо встановлено Samsung Experience 8.1 з представленням нової функції, відомої як Samsung DeX. Подібно до концепції Microsoft Continuum, Samsung DeX дозволив висококласним пристроям Galaxy, таким як S8/S8+ або Note 8, підключатися до док-станції, що розширює функціональність, щоб забезпечити функціональність настільного комп'ютера, підключивши клавіатуру, мишу та монітор. Samsung також анонсувала «Linux на Galaxy», що дозволяє використовувати стандартний дистрибутив Linux на платформі DeX.

#### OxygenOS
OxygenOS заснований на базі відкритого проекту Android Open Source Project (AOSP) і розроблений компанією OnePlus на заміну CyanogenOS на пристроях OnePlus. Як стверджує Oneplus, OxygenOS зосереджена на стабілізації. Він складається переважно з програм Google та незначних налаштувань інтерфейсу для підтримки гладкості чистого Android.

#### realme UI
realme UI — це мобільна операційна система, розроблена компанією Realme на основі OPPO ColorOS, яка сама заснована на Android Open Source Project (AOSP). Загальний інтерфейс здебільшого нагадує його попередника, однак із власним користувацьким інтерфейсом.

#### Xperia UI
Xperia UI (раніше відомий як Sony Ericsson Timescape UI) — це інтерфейс, розроблений компанією Sony Mobile (колишня компанія Sony Ericsson) у 2010 році для своєї серії Sony Xperia на платформі Android. Інтерфейс Xperia UI здебільшого складається з власних програм Sony, таких як Sony Music (раніше відомий як музичний плеєр Walkman), Альбоми та Відеоплеєр.

#### ZenUI
ZenUI — це сенсорний інтерфейс, розроблений компанією ASUS з партнерами. ZenUI використовується Asus для своїх телефонів і планшетних комп'ютерів Android і недоступний для ліцензування іншим компаніям. ZenUI також поставляється з попередньо встановленими програмами Asus, такими як ZenLink (PC Link, Share Link, Party Link & Remote Link).

### Wear OS
Wear OS (також відома просто як Wear і раніше Android Wear) — це версія операційної системи Android від Google, призначена для розумних годинників та інших носіїв. Поєднуючись із мобільними телефонами під управлінням Android версії 6.0 (або новішої), або iOS версії 10.0 (або новішої), з обмеженою підтримкою програми сполучення Google, Wear OS інтегрує технологію Google Assistant та мобільні сповіщення у форм -фактор розумних годинників. У травні 2021 року на конференції Google I/O Google оголосила про велике оновлення платформи, відоме як Wear OS 3.0. Він включає новий візуальний дизайн, натхненний Android 12, і функції відстеження вправ Fitbit. Google також оголосила про партнерство з компанією Samsung Electronics, яка співпрацює з Google, щоб об'єднати свою платформу розумних годинників на основі Tizen з Wear OS, і зобов'язується використовувати Wear OS у своїх майбутніх продуктах для розумних годинників.

### Chrome OS
Chrome OS — це операційна система, розроблена Google, яка базується на ядрі Linux і використовує веббраузер Google Chrome як основний користувальницький інтерфейс. В результаті Chrome ОС насамперед підтримує вебпрограми. Google оголосила про проект у липні 2009 року, задумавши його як операційну систему, в якій як програми, так і дані користувачів знаходяться в хмарі.
Перші нетбуки Chromebook, що поставляються в комплекті з Chrome OS, були представлені на ринку у травні 2011.
Випуски операційної системи Chrome OS синхронізовані з циклами випуску браузера Chrome.

### Sailfish OS
Sailfish OS — операційна система з відкритим сирцевим кодом (але закритим кодом інтерфейсу користувача) та використанням компонентів з відкритим кодом на базі ядра Linux, здебільшого направлена на смартфони. Розроблюється з 2012-го року компанією Jolla, заснованою колишніми співробітниками Nokia з метою розробки нових смартфонів, побудованих на базі Linux-платформи MeeGo, у співпраці з проектом Mer, і підтримкою Sailfish Alliance.

### Tizen
Tizen (на основі ядра Linux) — це мобільна операційна система, представлена у вересні 2011 Intel та організаціями LiMo Foundation і Linux Foundation, які оголосили про об'єднання своїх напрацювань з розвитку мобільних платформ на базі Linux і продовження розвитку проектів MeeGo і LiMo як єдиної платформи.
Tizen — це операційна система для пристроїв, включаючи смартфони, планшети, але наразі вона зосереджена переважно на розумних телевізорах. Це система з відкритим вихідним кодом, яка прагне запропонувати сумісну користувацьку взаємодію на всіх пристроях. Основними компонентами Tizen є ядро Linux та середовище виконання WebKit. За даними Intel, Tizen «поєднує в собі найкраще з LiMo та MeeGo».
Хоча сам Tizen був з відкритим кодом, більшість UX та UI-шарів, розроблених Samsung, були переважно закритими та власними, наприклад, інтерфейс TouchWiz на смартфоні серії Samsung Z та One UI для їх носіїв Galaxy Watch.

### KaiOS
Вона базується на Firefox OS. На відміну від більшості мобільних операційних систем, які орієнтовані на смартфони, KaiOS була розроблена переважно для багатофункціональних телефонів, надаючи їм доступ до більш просунутих технологій, які зазвичай зустрічаються на смартфонах, таких як магазини додатків та можливості Wi-Fi/4G.

### Операційні системи з закритим кодом

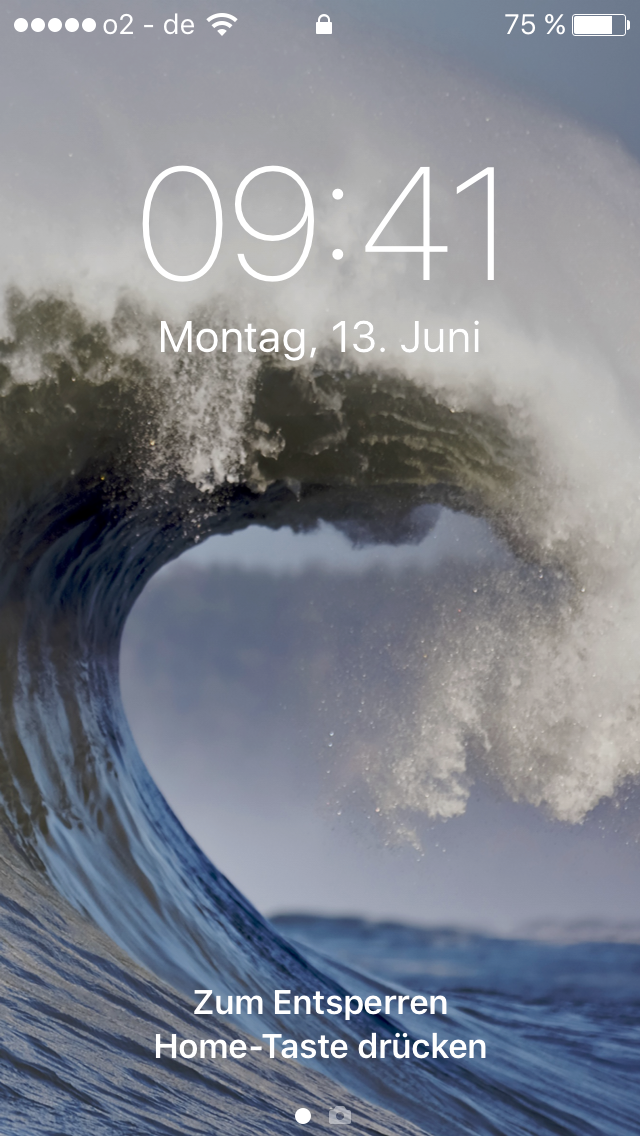
IOS 10

#### iOS
iOS (раніше називалася iPhone OS) була створена компанією Apple. Вона має другу за розміром базу встановлених у світі смартфонів, але, в свою чергу, найбільший прибуток через агресивну цінову конкуренцію між виробниками на базі Android. iOS є закритою системою, побудованою на операційній системі Darwin з відкритим вихідним кодом. IPhone, iPod Touch, iPad та Apple TV другого або третього покоління використовують iOS.

#### iPadOS
iPadOS — це операційна система для планшетів, створена та розроблена компанією Apple спеціально для лінійки планшетів iPad. Це було оголошено на Всесвітній конференції розробників (WWDC) у 2019 році як похідну від iOS, але з більшим акцентом на багатозадачність. Перша версія IPadOS була випущена 24 вересня 2019 року.

#### watchOS
watchOS — це операційна система для Apple Watch, розроблена компанією Apple. Вона базується на операційній системі iOS і має багато подібних функцій. watchOS була випущена 24 квітня 2015 року разом з Apple Watch, єдиним пристроєм, на якому працює watchOS. На даний момент це найбільша широко-використовувана переносна операційна система. Її функції зосереджені на зручності, наприклад, на можливості здійснювати телефонні дзвінки та надсилати повідомлення, а також на здоров'ї, наприклад, на фітнесі та відстеженні серцевого ритму. Остання версія операційної системи watchOS — watchOS 7.

Windows 10 Logo

#### Windows 10
Windows 10 — це операційна система для персональних комп'ютерів, розроблена та випущена компанією Microsoft як частина сімейства операційних систем Windows NT. Вона була випущена 29 липня 2015 року, і з тих пір вийшло багато оновлень. Так само, як і її попередники, вона була розроблена для роботи з багатьма продуктами Microsoft, такими як ПК та планшети.

## Частка ринку

### Використання
У 2006 році Android та iOS не існувало, і було продано лише 64 мільйони смартфонів. У 1-му кварталі 2018 року було продано 383,5 мільйона смартфонів, а частка світового ринку становила 85,9 % для Android та 14,1 % для iOS. Смартфонів з іншими ОС було 0,131 мільйона, що становить 0,03 % від загальної кількості.
Настільні комп'ютери все ще популярні у багатьох країнах (до 44,9 % у першому кварталі 2017 року), але смартфони користуються більшою популярністю у багатьох розвинених країнах.
Згідно зі статистикою StatCounter, більшість використовує смартфони, а настільні комп'ютери використовую набагато менше (і, зокрема, Android популярніший за Windows). Однак використання залежить від континенту: смартфони набагато популярніші на найбільших континентах, тобто в Азії, а настільні комп'ютери все ще популярніші в деяких регіонах.
Діапазон вимірюваного використання мобільного Інтернету сильно варіюється в залежності від країни, і в прес-релізі StatCounter визнається «Індія знаходиться серед світових лідерів у використанні мобільних пристроїв для серфінгу в Інтернеті».

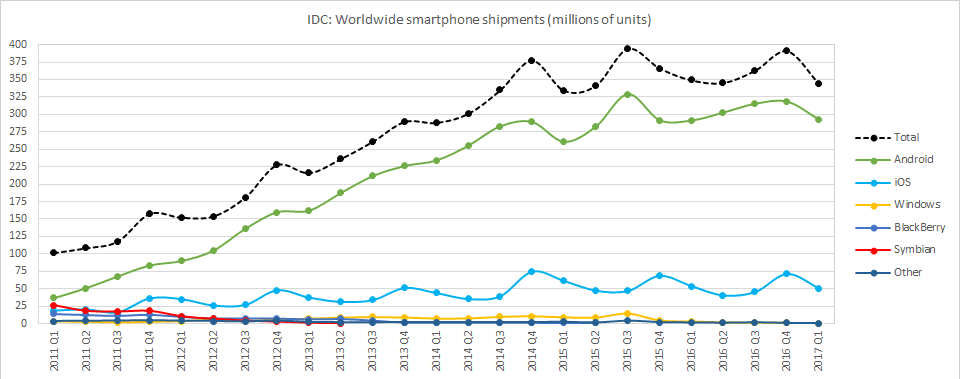

| Квартал | Android | iOS   | Windows | BlackBerry | Інші | Всього |
| ------- | ------- | ----- | ------- | ---------- | ---- | ------ |
| 2017 Q1 | 292.7   | 50.6  | 0.34    | –          | 0.34 | 344.3  |
| 2016 Q4 | 318.3   | 71.2  | 0.78    | –          | 0.78 | 391.0  |
| 2016 Q3 | 315.3   | 45.4  | 0.9     | –          | 1.6  | 363.2  |
| 2016 Q2 | 302.7   | 40.4  | 1.4     | –          | 1.0  | 345.5  |
| 2016 Q1 | 291.3   | 53.8  | 2.79    | –          | 1.40 | 349.3  |
| 2015 Q4 | 291.7   | 68.5  | 4.40    | –          | 1.83 | 366.4  |
| 2015 Q3 | 329.04  | 46.70 | 14.67   | –          | 3.94 | 394.35 |
| 2015 Q2 | 282.76  | 47.3  | 8.8     | 1.02       | 1.37 | 341.5  |
| 2015 Q1 | 260.8   | 61.2  | 9.03    | 1.00       | 2.34 | 334.4  |
| 2014 Q4 | 289.1   | 74.5  | 10.70   | 1.40       | 1.80 | 377.5  |
| 2014 Q3 | 283.0   | 39.2  | 9.72    | 1.68       | 2.00 | 335.0  |
| 2014 Q2 | 255.3   | 35.2  | 7.4     | 1.5        | 1.9  | 301.3  |
| 2014 Q1 | 234.1   | 43.8  | 7.2     | 1.4        | 2.0  | 288.3  |
| 2013 Q4 | 226.1   | 51.0  | 8.8     | 1.7        | 2.0  | 289.6  |
| 2013 Q3 | 211.6   | 33.8  | 9.5     | 4.5        | 1.7  | 261.1  |
| 2013 Q2 | 187.4   | 31.2  | 8.7     | 6.8        | 1.8  | 236.4  |
| 2013 Q1 | 162.1   | 37.4  | 7.0     | 6.3        | 2.2  | 216.2  |
| 2012 Q4 | 159.8   | 47.8  | 6.0     | 7.4        | 4.1  | 227.8  |
| 2012 Q3 | 136.0   | 26.9  | 3.6     | 7.7        | 2.8  | 181.1  |
| 2012 Q2 | 104.8   | 26.0  | 5.4     | 7.4        | 3.6  | 154.0  |
| 2012 Q1 | 89.9    | 35.1  | 3.3     | 9.7        | 3.9  | 152.3  |
| 2011 Q4 | 83.4    | 36.3  | 2.4     | 12.8       | 4.6  | 157.8  |
| 2011 Q3 | 67.7    | 16.3  | 1.4     | 11.3       | 4.0  | 118.1  |
| 2011 Q2 | 50.8    | 20.4  | 2.5     | 12.5       | 3.9  | 108.4  |
| 2011 Q1 | 36.7    | 18.6  | 2.6     | 13.8       | 3.5  | 101.6  |